# Spirostreptus trunculatus
Spirostreptus trunculatus är en mångfotingart som beskrevs av Karsch 1881. Spirostreptus trunculatus ingår i släktet Spirostreptus och familjen Spirostreptidae. Inga underarter finns listade i Catalogue of Life.